# Caspiomyzon graecus
Caspiomyzon graecus – gatunek bezżuchwowca z rodziny minogowatych (Petromyzontidae). Gatunek opisano w roku 2010 i początkowo zaliczano go do rodzaju Eudontomyzon, obecnie jest zaliczany do rodzaju Caspiomyzon.

## Zasięg występowania
Gatunek endemiczny dla regionu Epir w północno-zachodniej Grecji, gdzie występuje tylko w rzece Louros oraz jednym z jej dopływów – potoku Filippias.

## Budowa ciała
Osiąga długość do około 19 cm. Wzdłuż tułowia 53–61 miomery. Ogon stosunkowo długi w porównaniu do długości całkowitej. Płetwa ogonowa zaokrąglona.

## Biologia i ekologia
Gatunek słodkowodny, osiadły. Osobniki dorosłe spotykane są w miejscach o czystej, szybko płynącej wodzie. Larwy, żyją zagrzebane w mule. Metamorfoza ma miejsce od października do stycznia. W przeciwieństwie do większości minogów, nie prowadzi pasożytniczego trybu życia.